# Albert Dalmau
Albert Dalmau Martínez (Sils, 16 maart 1992) is een Spaans voetballer. Hij speelt als vleugelverdediger bij CD Lugo.

## Clubvoetbal
Dalmau kwam in 2005 bij de jeugdopleiding van FC Barcelona, waar hij ging spelen voor het Infantil A-team. In het seizoen 2008/2009 werd Dalmau met de Juvenil B, dat destijds werd getraind door Francisco Javier García Pimienta, kampioen van de regionale groep van de Liga Nacional Juvenil. In 2009 kwam hij bij de Juvenil A, het hoogste jeugdelftal van FC Barcelona, waarmee de verdediger in het seizoen 2009/2010 kampioen van de regionale groep van de División de Honor werd. Dalmau debuteerde op 18 april 2010 voor Barça Atlètic in de wedstrijd tegen UE Lleida. In februari 2010 werd hij door Josep Guardiola geselecteerd voor de competitiewedstrijd van het eerste elftal tegen Atlético Madrid, maar de verdediger kwam uiteindelijk niet in actie in deze wedstrijd. In augustus 2011 werd Dalmau gecontracteerd door Valencia CF.

### Statistieken
| seizoen    | club                   | land   | competitie                 | wed. | goals |
| ---------- | ---------------------- | ------ | -------------------------- | ---- | ----- |
| 2009/10    | FC Barcelona Juvenil A | Spanje | División de Honor          | 28   | 2     |
| 2009/10    | Barça Atlètic          | Spanje | Segunda División B Grupo 3 | 1    | 0     |
| 2010/11    | FC Barcelona B         | Spanje | Segunda División A         | 2    | 0     |
| Bijgewerkt | 14-06-2011             |        |                            |      |       |

## Nationaal elftal
In oktober 2009 werd Dalmau met het Spaans elftal derde op het WK Onder-17. Hij was een basiswaarde voor La Furía Roja op dit jeugdtoernooi.